# La Zubia
La Zubia é um município da Espanha na província de Granada, comunidade autónoma da Andaluzia, de área 22,11 km² com população de 16941 habitantes (2007) e densidade populacional de 764,45 hab/km².

## Demografia
| Variação demográfica do município entre 1991 e 2004 | Variação demográfica do município entre 1991 e 2004 | Variação demográfica do município entre 1991 e 2004 | Variação demográfica do município entre 1991 e 2004 |
| --------------------------------------------------- | --------------------------------------------------- | --------------------------------------------------- | --------------------------------------------------- |
| 1991                                                | 1996                                                | 2001                                                | 2004                                                |
| 8746                                                | 11887                                               | 14156                                               | 15312                                               |